# Ogled
Ogled, vrsta stručnog djela. Srodan je oblik eseju. Po tematici blizak raspravi ili članku, a po stilsko-izražajnim obilježjima i slobodi interpretacije beletristici. Kraći je prikaz ili komentar o djelima, događajima i temama iz kulture i znanosti.